# Тротро
Тротро (фр. Trotro) — французское анимационное телевизионное шоу 2004 года, предназначенное для маленьких детей. Сериал рассказывает о маленьком ослике по имени Тротро. Шоу основано на книгах Бенедикт Гетье. Оно состоит из серии из 78 эпизодов, каждый по 3 минуты.

## Озвучка
- Джоанна Руиз — ТроТро и его мама, Лили, Зои
- Энди Терви — папа ТроТро
- Джули Энн Дин — второстепенные персонажи

## Обзор серий
| Сезон | Серии | Серии | Даты показа     | Даты показа     | Даты показа                |
| Сезон | Серии | Серии | Первая серия    | Последняя серия | Канал                      |
| ----- | ----- | ----- | --------------- | --------------- | -------------------------- |
| 1     | 39    | 39    | 23 октября 2004 | 18 декабря 2004 | France 5 (в России - Tiji) |
| 2     | 39    | 39    | 16 апреля 2005  | 31 декабря 2005 | France 5 (в России - Tiji) |

## Список серий[2]

### Сезон 1
| № в сезоне | Название                                                    | Автор сценария                    | Дата премьеры   | Произв. код |
| --- | ----------------------------------------------------------- | --------------------------------- | --------------- | ----------- |
| 1 | «Тротро играет в прятки» «Trotro joue à cache-cache»        | Антонин Пуаре                     | 23 октября 2004 | 101         |
| Тротро играет в прятки со своим другом Лили. Но не так-то просто спрятаться из-за больших ушей, из-за чего Лили всегда побеждает. Но при игре в салочки Тротро самый быстрый из всех. |                                                             |                                   |                 |             |
| 2 | «Новый портфель Тротро» «Trotro a un beau cartable»         | Матильда Маранинчи                | 25 октября 2004 | 102         |
| Тротро не хочет снимать свой портфель, даже для игры в саду с Лили и Зои. Но это очень неудобно. Тротро толком не может прыгать, из-за портфеля развалился его замок из песка, так ещё он не может забраться по ступенькам на горку. А когда Тротро играет в погоню за поцелуем, он не может никого поймать. Решено — портфель во время игр лучше снять. |                                                             |                                   |                 |             |
| 3 | «Тротро - маленький монстр» «Trotro est un petit monstre»   | Антонин Пуаре                     | 26 октября 2004 | 103         |
| Тротро решил стать монстром. Показал родителям, какой он страшный зверь… а потом испугался паучка! |                                                             |                                   |                 |             |
| 4 | «Тротро умеет читать» «Trotro sait lire»                    | Мари - Люс Друэ                   | 27 октября 2004 | 104         |
| Тротро читает Тедди книжку. Словно он и в самом деле разбирает буквы! Читать он не умеет, но эту историю знает наизусть. Тедди никогда не скучно, если Тротро рассказывает ему какую-нибудь историю. А когда ему читает мама, Тедди засыпает. |                                                             |                                   |                 |             |
| 5 | «Тротро в магазине» «Trotro fait les courses»               | Мари - Люс Друэ                   | 28 октября 2004 | 105         |
| Тротро обожает возить в магазине свою тележку и выбирать продукты, которые наверняка нужны дома. Папа ушёл в другой отдел и не очень-то следил за ним. Но когда папа с Тротро приходят на кассу… папа не особенно доволен тем, что набрал Тротро. |                                                             |                                   |                 |             |
| 6 | «Тротро - музыкант» «Trotro musicien»                       | Макс Мамуд                        | 29 октября 2004 | 106         |
| Решено! Тротро хочет стать музыкантом! Он играет на аккордеоне, дует в трубу… На кухне он берет кастрюлю и бьет в неё, как в барабан. Бабах! Тротро важно вышагивает перед мамой. |                                                             |                                   |                 |             |
| 7 | «Тротро и дождик» «Trotro et la pluie»                      | Мари - Люс Друэ                   | 30 октября 2004 | 107         |
| Как только дождик закончился, Тротро и Тедди выходят погулять. Они прыгают в лужах и скользят по воде. И так увлеклись, что возвращаются домой все промокшие, будто гуляли под дождем! |                                                             |                                   |                 |             |
| 8 | «Тротро играет в кровати» «Trotro joue dans son lit»        | Паскаль Стервину                  | 1 ноября 2004   | 108         |
| Сегодня утром Тротро не хочет вставать. Тротро забавляется, строит цирковой шатер, представляет, будто плывет на плоту. Мама зовет, а он не обращает внимания. Только заслышав голоса Лили и Зои, он вылезает из постели. |                                                             |                                   |                 |             |
| 9 | «Тротро влюбился» «Trotro est amoureux»                     | Мари - Люс Друэ                   | 2 ноября 2004   | 109         |
| Тротро влюбляется в Зои, но Зои не хочет с ним играть. Она боится испачкаться или порвать платье. Тогда Тротро идет играть с Лили. Когда Зои видит, что они вдвоем играют в песочнице, ей сразу хочется к ним присоединиться. |                                                             |                                   |                 |             |
| 10 | «Тротро готовит суп» «Trotro fait de la soupe»              | Сабастьен Дежарден                | 3 ноября 2004   | 110         |
| Тротро играет в обед с Тедди. Чтобы приготовить суп, нужны трава, камешки и вода. Тротро все это перемешивает и угощает супом своих родителей. Но мамин суп ещё вкуснее. |                                                             |                                   |                 |             |
| 11 | «Тротро убирается в комнате» «Trotro range sa chambre»      | Матильда Маранинчи                | 4 ноября 2004   | 111         |
| Мама просит Тротро убрать игрушки, которые валяются на полу у него в комнате. Но Тротро затевает генеральную уборку. Он выгребает все из книжного шкафа, папки для рисования и ящика с игрушками… Вернувшись, мама застает настоящий беспорядок. |                                                             |                                   |                 |             |
| 12 | «Тротро моет Тедди» «Trotro lave Nounours»                  | Мари - Люс Друэ                   | 5 ноября 2004   | 112         |
| Тротро опрокидывает чашку с шоколадом на Тедди. Чтобы почистить его, мама кладет медвежонка в стиральную машину. А потом Тедди никак не хочет сохнуть. Но усилия Тротро не пропали даром. Как приятно спать с чистеньким Тедди! |                                                             |                                   |                 |             |
| 13 | «Тротро и рыбка» «Trotro et le poisson»                     | Антонин Пуаре                     | 6 ноября 2004   | 113         |
| Тротро не хочет есть рыбу. Но он что-нибудь придумает. У него в запасе всегда есть фокусы, которые приводят Лили и Зои в восторг. |                                                             |                                   |                 |             |
| 14 | «Тротро и новогодняя ёлка» «Trotro et le sapin de Noël»     | Матильда Маранинчи, Антонин Пуаре | 7 ноября 2004   | 114         |
| Тротро с папой выбирают в саду елку. Мама ушла за покупками, а Тротро не терпится самому украсить елку. |                                                             |                                   |                 |             |
| 15 | «Тротро не хочет делиться» «Trotro ne veut pas prêter»      | Матильда Маранинчи                | 8 ноября 2004   | 115         |
| Тротро рисует у себя в комнате вместе с Лили, но не позволяет Лили брать его карандаши и игрушки. Тротро не хочет делиться и все у неё отбирает. Лили приносит свои ролики и ей сразу становится весело… А Тротро очень хочется, чтобы она дала ему покататься.                                                                                          |                                                             |                                   |                 |             |
| 16 | «Тротро катается на санках» «Trotro fait de la luge»        | Макс Мамуд                        | 9 ноября 2004   | 116         |
| Сколько снега! Тротро сразу захотелось покататься на санках. Но все время подниматься и спускаться — это так тяжело. Тут на помощь приходит Лили. Теперь кататься гораздо веселее. |                                                             |                                   |                 |             |
| 17 | «Тротро пора отдыхать» «Trotro fait la sieste»              | Джордж Цанос                      | 10 ноября 2004  | 117         |
| После обеда нужно поспать. Но Тротро не хочет спать и тайком играет с Тедди. Лучше бы Тротро послушался папу и отдохнул, ведь после обеда ему ещё играть с Лили. |                                                             |                                   |                 |             |
| 18 | «Тротро - повар» «Trotro est gourmand»                      | Джордж Цанос                      | 11 ноября 2004  | 118         |
| Тротро решил помочь маме сделать пирог с ежевикой. Пока она делает тесто, Тротро отправляется в сад собирать ежевику. Но она такая вкусная, что скоро на кусте не остается ни одной ягодки. К счастью, в саду есть ещё слива, а пироги с ней тоже получаются вкусные.                                                                                    |                                                             |                                   |                 |             |
| 19 | «Тротро и его кроватка» «Trotro et son lit»                 | Мари - Люс Друэ                   | 12 ноября 2004  | 119         |
| Тротро обожает спать в родительской кровати. Стоит папе отнести его в кроватку, как Тротро возвращается обратно! В конце концов… папа и мама здорово разыграли Тротро, и теперь он спит только в своей кроватке. |                                                             |                                   |                 |             |
| 20 | «Тротро наряжается» «Trotro se déguise»                     | Макс Мамуд                        | 13 ноября 2004  | 120         |
| Тротро решает нарядиться тигром. Подобно тигру, Тротро отправляется за добычей. И чутье не подвело его — Тротро пришел на кухню. |                                                             |                                   |                 |             |
| 21 | «Тротро умывается» «Trotro fait sa toilette»                | Мари - Люс Друэ                   | 16 ноября 2004  | 121         |
| Тротро умывается сам. Он моет руки и лицо. Он чистит зубы и причесывается. Но потом за завтраком Тротро пьет горячий шоколад… и часто приходится все начинать сначала! |                                                             |                                   |                 |             |
| 22 | «Тротро одевается» «Trotro shabille»                        | Мари - Люс Друэ                   | 17 ноября 2004  | 122         |
| Мама забыла дать Тротро одежки. Ничего страшного. Тротро и сам может одеться. Очень весело выбирать одежки самому и надевать их друг на друга. И Тедди надо обязательно одеть… теперь можно и на улицу. Но вдруг… Вот это сюрприз! |                                                             |                                   |                 |             |
| 23 | «Тротро делает комплимент» «Trotro et le compliement»       | Антонин Пуаре                     | 18 ноября 2004  | 123         |
| Тротро хочется сделать комплимент Зои, но с чего начать? Тротро нежно любит её, но он такой робкий! |                                                             |                                   |                 |             |
| 24 | «Тротро на велосипеде» «Trotro fait du vélo»                | Мари - Люс Друэ                   | 19 ноября 2004  | 124         |
| Тротро катается на велосипеде с Лили. Чтобы покрасоваться перед Лили, Тротро выполняет трюки на своем велосипеде. Едет без рук, убирает ноги с педалей… Конечно, это добром не кончится. На обратном пути велосипед заупрямился. |                                                             |                                   |                 |             |
| 25 | «Тротро и пикник на траве» «Trotro et le goûter sur lherbe» | Макс Мамуд                        | 20 ноября 2004  | 125         |
| Тротро приглашает Лили пополдничать под деревом. Но пикник — непростое дело: то шоколад тает на солнце, то пчелы прилетят. А потом начинает лить дождик. Скорее домой! |                                                             |                                   |                 |             |
| 26 | «Тротро и его ведёрко» «Trotro et son seau»                 | Мари - Люс Друэ                   | 22 ноября 2004  | 126         |
| Тротро идет по берегу моря, находит разных животных и складывает в ведерко с водой. Как сделать так, чтобы им не было тесно в маленьком ведерке? У Тротро есть идея… То-то мама удивится! |                                                             |                                   |                 |             |
| 27 | «Тротро и снеговик» «Trotro et le bonhomme de neige»        | Филипп Лакуэй                     | 23 ноября 2004  | 127         |
| Тротро лепит снеговика. Но скоро он замерз и решает пойти туда, где потеплее… а снеговика берет с собой. К счастью, папе приходит в голову отличная мысль. Теперь Тротро может снова играть со своим снеговиком. |                                                             |                                   |                 |             |
| 28 | «Тротро готовит пирог» «Trotro fait un gâteau»              | Паскаль Стервину                  | 24 ноября 2004  | 128         |
| Пока мама печет пирог, Тротро решает сам испечь ещё один пирог. Тротро на ходу придумывает новый рецепт. Папе с мамой наверняка понравится. |                                                             |                                   |                 |             |
| 29 | «Тротро фотографируется» «La photo de Trotro»               | Мари - Люс Друэ                   | 26 ноября 2004  | 129         |
| Мама в отчаянии. Никак не получается сфотографировать Тротро! Он подпрыгивает, строит рожи, внезапно прячется… Так что на фото можно разглядеть только отдельные кусочки Тротро. К счастью, Тротро пришла в голову мысль, как сделать отличное фото и помириться с мамой.                                                                                |                                                             |                                   |                 |             |
| 30 | «Алло, Тротро» «Allo Trotro»                                | Денис Де Вишер                    | 27 ноября 2004  | 130         |
| У мамы звонит мобильный. Тротро берет трубку. Это Лили. Тротро знает, что телефон — не игрушка, и хочет поскорее отыскать Лили. Но Лили от него прячется… |                                                             |                                   |                 |             |
| 31 | «Тротро - маленький клоун» «Trotro petit clown»             | Джордж Цанос                      | 28 ноября 2004  | 131         |
| Тротро красится маминой косметикой. Теперь он похож на настоящего клоуна. То-то папа с мамой удивятся! |                                                             |                                   |                 |             |
| 32 | «Тротро - художник» «Trotro dessine»                        | Паскаль Стервину                  | 30 ноября 2004  | 132         |
| Тротро засыпает на своем рисунке и видит волшебный сон. Вздремнув немного, он рисует то, что увидел во сне. И у него получается самый красивый рисунок. Какой молодец! |                                                             |                                   |                 |             |
| 33 | «Тротро находит Тедди» «Trotro retrouve Nounours»           | Паскаль Стервину                  | 2 декабря 2004  | 133         |
| Тротро переживает. Он потерял Тедди — своего любимого медвежонка. Тротро везде его ищет, но никак не может отыскать. Тротро прислушался к маминым советам и начал расследование. Ура! Тедди нашелся. |                                                             |                                   |                 |             |
| 34 | «Тротро старается для Зои» «Trotro épate Nana»              | Паскаль Стервину                  | 4 декабря 2004  | 134         |
| Чтобы произвести впечатление на Зои, Тротро решает построить замок из кубиков. Зои равнодушна, хотя Тротро очень старается и продолжает играть, не показывая, что огорчен. Когда Зои возвращается, великолепный замок готов. Тротро удалось произвести на неё впечатление.                                                                               |                                                             |                                   |                 |             |
| 35 | «Тротро играет в папу» «Trotro est un petit papa»           | Матильда Маранинчи                | 6 декабря 2004  | 135         |
| Тротро наряжается папой. Он надевает его сапоги, очки, шарф и берет газету, а потом приходит к маме, которая готовит полдник. А папа делает вид, что Тротро — это он: гладит Тедди и требует бутерброд на полдник. Теперь Тротро хочется только одного: снова стать маленьким Тротро.                                                                    |                                                             |                                   |                 |             |
| 36 | «Тротро поливает сад» «Trotro arrose»                       | Джордж Цанос                      | 7 декабря 2004  | 136         |
| В саду очень жарко. Тротро замечает, что цветы очень хотят пить. Тротро пытает их как-нибудь полить. Но это непросто — ведь он ещё маленький. И цветы вянут на глазах. К счастью, начинается дождик. Цветы спасены! |                                                             |                                   |                 |             |
| 37 | «Тротро и ёжик» «Trotro et le hérisson»                     | Паскаль Стервину                  | 8 декабря 2004  | 137         |
| Тротро и Лили находят в саду ёжика. Но он свернулся клубком и не показывает мордочку. Тогда Тротро и Лили пробуют его накормить. Получилось! Ежик высовывает голову. Но как его погладить и не уколоться? |                                                             |                                   |                 |             |
| 38 | «Тротро и роликовые коньки» «Trotro fait du roller»         | Мари - Люс Друэ                   | 10 декабря 2004 | 138         |
| Тротро выполняет разные трюки на роликах. Лили не поспевает за ним. Но домой они вернутся одновременно, пешком и в одних носочках. |                                                             |                                   |                 |             |
| 39 | «Тротро и золотая рыбка» «Trotro et le poisson rouge»       | Денис Де Вишер                    | 11 декабря 2004 | 139         |
| Настало лето! Тротро и Лили плещутся в надувном бассейне и брызгаются водой. А как же золотая рыбка Тротро? Ей, наверное, тоже хочется поплавать? |                                                             |                                   |                 |             |

### Сезон 2
| № в сезоне | Название                                                          | Автор сценария     | Дата премьеры    | Произв. код |
| --- | ----------------------------------------------------------------- | ------------------ | ---------------- | ----------- |
| 1 | «"Тротро - чемпион по дзюдо"» «"Trotro champion de judo"»         | Матильда Маранинчи | 15 апреля 2005   | 201         |
| Тротро очень гордится своим кимоно. И красуется перед Зои и Лили. Он говорит, что стал чемпионом по дзюдо, но оказывается, что у чемпионов цветные пояса! Он обвязывается папиными галстуками, и начинается новая игра: кто схватит один из его поясов, тоже становится чемпионом! Как интересно играть в чемпиона по дзюдо. Это Тротро придумал! |                                                                   |                    |                  |             |
| 2 | «"Тротро и счастливый мешок"» «"Trotro et le sac"»                | Антонин Пуаре      | 17 апреля 2005   | 202         |
| Тротро вне себя от радости — он выиграл соревнования по бегу в мешках в саду. И с тех пор Тротро не хочет вылезать из счастливого мешка: Бум! Бум! Бум! Тротро скачет по всему дому. Он не расстается с мешком — играет и ест в нём, и даже хочет с ним купаться. Наконец, пропрыгав так весь день, Тротро засыпает в своем счастливом мешке. Теперь это его спальный мешок. |                                                                   |                    |                  |             |
| 3 | «"Тротро и черепашка"» «"Trotro et la tortue"»                    | Антонин Пуаре      | 18 апреля 2005   | 203         |
| Тротро находит в саду черепаху. Он гуляет с ней, но черепаха не умеет быстро бегать. Тогда Тротро загружает её в кузов машинки и мчится как ветер. Черепаха втягивает голову в свой домик и отказывается вылезать. Тротро огорчен, а мама советует ему выпустить черепаху на травку. И тут он встречает Зои, которая потеряла свою черепаху Аглаю. Тротро очень горд, что нашел черепаху Зои. |                                                                   |                    |                  |             |
| 4 | «"Тротро учится танцевать"» «"Trotro apprend à danser"»           | Антонин Пуаре      | 19 апреля 2005   | 204         |
| Тротро так хочется, чтобы Зои обратила на него внимание. Папа советует ему: Тебе надо пригласить её на танец! Но Тротро не умеет танцевать. Тогда папа показывает ему движения ногами. Мама учит его правильно двигать руками и делать пируэт. Тротро на седьмом небе от счастья. Он спешит пригласить Зои на танец. Тротро делает пируэт, потом ещё один… а затем спотыкается и садится на попу в песочнице. Танец и вправду отличная штука… чтобы рассмешить Зои. |                                                                   |                    |                  |             |
| 5 | «"Тротро в плохом настроении"» «"Trotro est de mauvaise humeur"»  | Матильда Маранинчи | 20 апреля 2005   | 205         |
| Тротро не выспался, и с утра все пошло наперекосяк. Тротро потерял второй носок, шоколад слишком горячий и какой-то невкусный, конструктор развалился… Ничего сегодня не получается. Тротро начинает плакать. Папа берет Тротро на руки и утешает его. Тротро засыпает, и папа уносит его в постель. Тротро просыпается. Теперь все в порядке, и жизнь прекрасна! Чтобы все наладилось, достаточно выспаться. |                                                                   |                    |                  |             |
| 6 | «"Тротро дарит Зои подарок"» «"Trotro et l"anniversaire de Nana"» | Матильда Маранинчи | 21 апреля 2005   | 206         |
| Тротро очень рад: он получил приглашение на день рождения Зои. Что ей подарить? Он перебирает свои старые игрушки. И находит прекрасный подарок: лоскуток ткани, с которым Тротро играл, когда был совсем маленьким. Но мама против, это его лоскуток. У Наны есть свой. Папа показывает Тротро, как сплести венок из цветов — ведь девочки любят цветы. Тротро дарит купленный мамой подарок и свой веночек из маргариток, который очень понравился Зои! |                                                                   |                    |                  |             |
| 7 | «"Тротро и воздушный змей"» «"Trotro et le cerf-volant"»          | Матильда Маранинчи | 22 апреля 2005   | 207         |
| Посылка для Тротро… Это бабушка прислала воздушного змея. Тротро не умеет пускать змеев, и папа показывает ему, как поймать ветер. Тротро поднимает змея высоко в небо. Приходит Лили, и змей застревает на дереве. Папа приносит высокую лестницу и снимает змея. А тем временем ветер стих… Тротро возвращается домой, звонит бабушке, чтобы сказать ей спасибо. Он просит её в следующий раз положить в посылку со змеем побольше ветра. |                                                                   |                    |                  |             |
| 8 | «"Не сейчас, Тротро"» «"Pas maintenant Trotro"»                   | Эммануэль Перре    | 24 апреля 2005   | 208         |
| Тротро хочет, чтобы мама сыграла с ним в мяч. Мама говорит, что занята. Папа и Лили тоже заняты. Но Тротро хочет играть прямо сейчас… Тротро хочет, чтобы мама сыграла с ним в мяч. |                                                                   |                    |                  |             |
| 9 | «"Логово Тротро"» «"La cabane de Trotro"»                         | Майкл Кулон        | 25 апреля 2005   | 209         |
| Тротро решает сделать домик из простынь, которые сохнут на солнышке. Лили не разрешается туда входить. Тогда она решает сделать свой собственный домик под столом в саду. Тротро очень скоро переселяется к ней: ведь в домике для двоих гораздо интереснее. |                                                                   |                    |                  |             |
| 10 | «"Тротро и его оркестр"» «"Trotro et son orchestre"»              | Матильда Маранинчи | 26 апреля 2005   | 210         |
| Тротро находит на чердаке старого утенка. Кряканье раздается то тут, то там. Тротро разыгрывает маму, которая повсюду ищет настоящую утку. Тротро, Лили и Зои устраивают оркестр: Зои стучит лопаткой по ведру, Лили шуршит песком в формочке, а утенок Тротро крякает. Маленькая птичка, заслышав их, начинает подпевать. Получился оркестр друзей Тротро. |                                                                   |                    |                  |             |
| 11 | «"Тротро и свисток"» «"Trotro et le sifflet"»                     | Антонин Пуаре      | 27 апреля 2005   | 211         |
| Тротро находит в коробке с хлопьями игрушку-сюрприз. Это свисток. Тр-р-р-р-р! Тротро в восторге. Он так свистит, что папа вздрагивает. Тротро играет в поезд и разговаривает с птичкой. Навстречу Тротро едут на велосипедах Лили и Зои. Это наводит его на новые мысли. Теперь он — регулировщик. Новая игра: раз, два, три — свисток… Но когда Зои просит у него свисток, Тротро не хочет делиться. Девочки обиделись и собираются уходить. Тогда Тротро предлагает устроить велогонки и дать старт своим свистком. |                                                                   |                    |                  |             |
| 12 | «"Тротро меняется"» «"Trotro et la boite à secrets"»              | Матильда Маранинчи | 28 апреля 2005   | 212         |
| Тротро, Лили и Зои меняются тем, что лежит у них в коробках с сокровищами. Обмен не всегда идет гладко, но потом им удается договориться. Все довольны своими новыми приобретениями. Было здорово, надо будет ещё так поиграть! |                                                                   |                    |                  |             |
| 13 | «"Когда Тротро вырастет"» «"Quand Trotro sera grand"»             | Матильда Маранинчи | 29 апреля 2005   | 213         |
| Тротро играет с Лили в своей комнате. Он строит башню из кубиков. А когда вырастет, будет строить дома. Бабах! Башня развалилась. Лили катается на роликах. Она хочет стать фигуристкой, когда вырастет. Тротро пинает мяч, он хочет стать футболистом. Мама отправляет их играть на улицу с Зои. Они становятся летчиками, прыгают с парашютом… Они становятся путешественниками, им удается избежать страшных опасностей… Уф! К полднику они становятся маленькими людоедами. |                                                                   |                    |                  |             |
| 14 | «"Тротро и букет"» «"Trotro et le bouquet"»                       | Эммануэль Перре    | 10 июня 2005     | 214         |
| Папа вернулся с рынка и принес всем сюрпризы: большой леденец для Тротро и красивый букет для мамы. Мама приходит в восторг. Тротро тоже решил подарить букет Зои. Ромашка, мак, веточка, метелка и даже свой прекрасный леденец… Свяжем это все папиным галстуком, и дело в шляпе. Зои в восторге — первый раз в жизни ей подарили букет. |                                                                   |                    |                  |             |
| 15 | «"Тише, Тротро"» «"Chut Trotro"»                                  | Эммануэль Перре    | 12 июня 2005     | 215         |
| Тс-с-с-с! Мама ещё спит, не шуми! Обидно. Тротро рано проснулся, теперь ему скучно. Папа разрешил ему играть в своей комнате в тихие игры. Тихие игры… М-м-м… Бить в барабан нельзя, пинать мяч нельзя, кататься на роликах тоже нельзя… почему от его любимых игр столько шума! Поезд… Да, эти тихая игра. Но Тротро должен шуметь, как поезд! Чух-чух, пшш, бум! Папа очень недоволен. Тротро решает покататься на лошадке. Оказывается, это тоже шумная игра. Тротро пробует поспать понарошку, но это так скучно… Ох! Тротро пришла в голову отличная мысль. Он будет играть в монстра! Но Тротро пугает папу, и на этот раз кричит папа! |                                                                   |                    |                  |             |
| 16 | «"Тротро - малыш"» «"Trotro est un bébé"»                         | Матильда Маранинчи | 13 июня 2005     | 216         |
| Мама просит Тротро убраться в своей комнате! Но Тротро не может. Не потому, что ленится, а потому что он ещё малыш! Чтобы ещё больше походить на малыша, Тротро находит все, что нужно младенцу. Сначала бутылочку, затем пустышку, и наконец, лоскуток. Но нужна ещё настоящая детская коляска. Очень жаль — родители Тротро хотели пойти с ним на фильм про ковбоев. Но раз он ещё совсем маленький, то пусть вместо этого идет играть в песочнице! И Тротро сразу подрос. Теперь он может пойти в кино! Смотрите — это самый великий ковбой на Диком Западе! Тротро — гроза прерий!                                                        |                                                                   |                    |                  |             |
| 17 | «"Тротро может делать всё сам"» «"Trotro sait faire tout seul"»   | Бенедикт Геттье    | 14 июня 2005     | 217         |
| Тротро решил сам испечь маме на праздник пирог, ведь он это умеет… Он умеет разбивать яйца, иногда даже над миской… И перемешивать, не особенно расплескав. А вот прибирать за собой на кухне Тротро не умеет. Убираться приходится папе! |                                                                   |                    |                  |             |
| 18 | «"Тротро рисует"» «"Trotro fait de la peinture"»                  | Бенедикт Геттье    | 15 июня 2005     | 218         |
| Тротро решил порисовать в своей комнате. Тротро — талантливый художник. Посадит пятно, а потом превратит его в красивую картинку. |                                                                   |                    |                  |             |
| 19 | «"Тротро и его ноги"» «"Trotro joue avec ses pieds"»              | Бенедикт Геттье    | 16 июня 2005     | 219         |
| Тротро решил все делать ногами. Ведь ловкости ему не занимать… Но стакан с молоком он все-таки опрокинул. Ничего страшного — Тротро все исправит. Ногами. |                                                                   |                    |                  |             |
| 20 | «"Тротро хочет сладкого"» «"Trotro veut un bonbon"»               | Мартин Бек         | 17 июня 2005     | 220         |
| Тротро обожает конфеты, особенно клубничные и лимонные… Тротро так любит конфеты, что к вечеру для шпината в животе места уже не осталось. |                                                                   |                    |                  |             |
| 21 | «"Тротро едет на море"» «"Trotro part en vacances"»               | Матильда Маранинчи | 19 июня 2005     | 221         |
| Поездка на отдых — это чудесно. Но какие игрушки взять с собой? Тротро придумал, как уложить все игрушки в рюкзак. |                                                                   |                    |                  |             |
| 22 | «"Тротро и птички"» «"Trotro et l"oiseau"»                        | Паскаль Стервину   | 20 июня 2005     | 222         |
| Пошел снег. Тротро беспокоится за птичек, ведь им холодно, а домиков у них нет. Тротро красит старую кормушку, а папа вешает её в саду. Тротро насыпает туда крошек и прячется. Прилетают птички. Сначала клюют крошки, а потом начинают ссориться. Тротро недоволен и быстро наводит порядок. Птички начинают мирно клевать крошки. Тротро заботится о птицах! |                                                                   |                    |                  |             |
| 23 | «"Тротро - садовник"» «"Trotro petit jardinier"»                  | Матильда Маранинчи | 21 июня 2005     | 223         |
| Тротро сажает семена, но они слишком медленно прорастают… Тротро сгорает от нетерпения и понимает: чтобы вырасти большим, нужно время. |                                                                   |                    |                  |             |
| 24 | «"Тротро и огород"» «"Trotro et le potager"»                      | Бенедикт Геттье    | 22 июня 2005     | 224         |
| Мама просит Тротро сходить на огород и принести овощей. Как весело дергать морковку, тискать лук-порей за бородку, гадать, какого размера картошка под землей! Тротро набрал слишком много овощей. Тем лучше: мама сварит больше супа, ведь Тротро его так любит. |                                                                   |                    |                  |             |
| 25 | «"Тротро купается"» «"Le bain de Trotro"»                         | Бенедикт Геттье    | 23 июня 2005     | 225         |
| Тротро купает Тедди. Он и сам с удовольствием выкупался бы, но мама пока занята. А тем временем Тротро снес свои игрушки в ванну — теперь даже воду налить некуда. Ничего страшного — Тротро будет купаться в игрушках. |                                                                   |                    |                  |             |
| 26 | «"Тротро и гнездо"» «"Trotro et le nid"»                          | Матильда Маранинчи | 27 июня 2005     | 226         |
| Тротро находит птенца, который выпал из гнезда. Он приносит птенца домой и пробует накормить его разными вкусностями, но тот от всего отказывается. Мама советует вернуть птенца в гнездо. Тротро очень рад, что родители птенца нашли его и накормили. |                                                                   |                    |                  |             |
| 27 | «"Гонка Тротро"» «"Trotro fait la course"»                        | Денис Де Вишер     | 28 июня 2005     | 227         |
| Тротро и Бобо бегут наперегонки. На пути туда выигрывает Бобо, зато на обратном пути Тротро перегоняет его, чтобы первым успеть к полднику. |                                                                   |                    |                  |             |
| 28 | «"Тротро - помощник"» «"Trotro est gentil"»                       | Антонин Пуаре      | 29 июня 2005     | 228         |
| Тротро помогает маме. Он собирает веточки на лужайке и приносит ей шляпу. Тротро помогает улитке и сажает её на вкусный листик салата. Он поливает цветочек, который хочет пить. Тротро раскачивает Зои на качелях, и она в знак благодарности целует Тротро. Он вытаскивает мячик Лили из-под куста, и она делится с ним своим полдником. Тротро очень нравится помогать другим и делать добрые дела! |                                                                   |                    |                  |             |
| 29 | «"Тротро и песочный замок"» «"Trotro et le château de sable"»     | Бенедикт Геттье    | 30 июня 2005     | 229         |
| Тротро решил построить на пляже замок из песка. Бобо помогает ему сделать четыре башни, а Лили ищет ракушки, чтобы украсить замок. Вместе они построили самый красивый замок на свете! |                                                                   |                    |                  |             |
| 30 | «"Тротро взрослый"» «"Trotro est un grand"»                       | Бенедикт Геттье    | 3 июля 2005      | 230         |
| Тротро отправился играть на улицу в папиных сапогах. Теперь ему кажется, что он стал большим. Тротро делает широкие шаги, легко перепрыгивает через лужу и очень быстро ходит. Лили и Бобо предлагают ему поиграть в мячик, но Тротро отказывается: ведь он уже совсем большой. Тротро очень серьёзно выполняет обязанности взрослого и присматривает за ними, пока они катаются с горки. Такой большой и такой зануда! Но когда Лили достает конфеты, Тротро сразу уступает сапоги Бобо — пусть он теперь будет взрослым, а Тротро лучше покатается с горки и поест конфет. Ведь быть маленьким гораздо лучше!                               |                                                                   |                    |                  |             |
| 31 | «"Дом Тротро"» «"La maison de Trotro"»                            | Матильда Маранинчи | 4 июля 2005      | 231         |
| Дома у Тротро всегда можно весело провести время. Как здорово качаться в папином кресле, скакать на ковре или прыгать на кровати… а ещё играть в прятки с его лучшим другом Бобо. |                                                                   |                    |                  |             |
| 32 | «"Тротро ищет клад"» «"Trotro et la chasse au trésor"»            | Матильда Маранинчи | 5 июля 2005      | 232         |
| Тротро и Бобо потеряли мячик… Они отправляются на поиски мячика и находят целую кучу сокровищ, а потом и мячик. |                                                                   |                    |                  |             |
| 33 | «"Тротро и рынок"» «"Trotro et le jeu de la marchande"»           | Антонин Пуаре      | 6 июля 2005      | 233         |
| Зои и Лили играют в магазин. Лили делает куличики из песка, а Зои — букеты из травки и ромашек. Тротро и Бобо вступают в игру. У Бобо есть мячик, и он строит пирамидку для игры все вверх дном. Один Тротро не знает, чем заняться. Придумал! У него есть машинка с прицепом. Он будет возить товары для цветочницы, продавщицы куличей и ярмарочного торговца. Быстрая доставка товаров от Тротро! |                                                                   |                    |                  |             |
| 34 | «"Тротро и удочка"» «"Trotro et la pêche à la ligne"»             | Матильда Маранинчи | 7 июля 2005      | 234         |
| Папа поставил в саду надувной бассейн, чтобы Тротро мог поиграть в рыбалку. Тротро очень нравится ловить на удочку пластмассовых рыбок. Бобо присоединяется к игре и приносит свою рыбалку и утят. Потом приходит Лили со своими игрушками для ванной. Дети устраивают соревнование по ловле рыбок, а потом идут полдничать. Папа удивлен, что в бассейне столько игрушек. А чему тут удивляться? Просто рыбы пригласили своих приятелей поиграть. Совсем как Тротро! |                                                                   |                    |                  |             |
| 35 | «"Тротро и самокат"» «"Trotro trottine"»                          | Бенедикт Геттье    | 10 июля 2005     | 235         |
| Тротро утверждает, что его новый самокат ездит гораздо быстрее, чем велосипеды Лили и Бобо. Тротро и Лили устраивают гонки: побеждает тот, кто первым объедет вокруг сада. Тротро едет гораздо быстрее Лили, поэтому он останавливается, чтобы понюхать цветочек, испечь куличик в песочнице и даже прокатиться с горки. Он совсем забыл о гонках, и Лили выиграла. Тротро расстроен, но когда папа зовет их на полдник, он берет реванш: Кто первый приедет — тому самый большой кусок! |                                                                   |                    |                  |             |
| 36 | «"Тротро играет в повторялки"» «"Trotro fait tout pareil"»        | Бенедикт Геттье    | 11 июля 2005     | 236         |
| Бобо бегает, а Тротро все за ним повторяет. Это такая игра. Бобо и Тротро изображают самолёт и паровоз. Лили присоединяется к ним. Дети подражают друг другу, и каждый раз водит кто-то другой. Они бегают, скачут, танцуют. Кто ошибся — тот проиграл. У Бобо не получается повторить, и Тротро смеется над ним. Бобо обижается. А в следующий раз ошибается Тротро. Но он не проигрывает. Просто Тротро придумал новую игру — ничего ни за кем не повторять… Поэтому он выиграл! |                                                                   |                    |                  |             |
| 37 | «"Зоопарк Тротро"» «"Le zoo de Trotro"»                           | Матильда Маранинчи | 12 июля 2005     | 237         |
| На улице сильный дождь. Тротро и Бобо очень расстроились, ведь им так хотелось поиграть на свежем воздухе. К счастью, мама научила их новой игре: Животные — загадки. Один должен изобразить животное, а другой — угадать, кто это. Дети быстро втянулись и соревнуются, кто изобразит самое большое животное. Наконец, каждый из них становится огромным слоном. А потом они требуют у мамы огромные бутерброды — ведь других слоны не едят. |                                                                   |                    |                  |             |
| 38 | «"Тротро и мыльные пузыри"» «"Trotro fait des bulles"»            | Антонин Пуаре      | 13 сентября 2005 | 238         |
| Как хорошо пускать мыльные пузыри в саду, особенно когда друзья приходят поиграть с тобой и вместе выдувают целую кучу пузырей. |                                                                   |                    |                  |             |
| 39 | «"Тротро и новогодние подарки"» «"Trotro et les cadeaux de Noël"» | Бенедикт Геттье    | 31 декабря 2005  | 239         |
| Тротро распаковывает свои рождественские подарки. В самой большой коробке — радиоуправляемая машинка. Тротро звонит Бобо и приглашает его поиграть. Бобо приносит с собой большую коробку, в которой оказывается такая же машинка. Бобо и Тротро устраивают гонки. А потом оказывается, что интереснее всего играть с коробками от машинок — мальчики становятся пиратами и плывут в своих коробках по волнам. |                                                                   |                    |                  |             |